# 리쭈이쩽
리쭈이쩽(중국어 정체자: 李水井, 백화자: Lí Chúi-chéⁿ, 병음: Lî Shûijîng, 한자음: 이수정, 1920년 7월 10일 ~ 1950년 11월 29일)은 중국공산당의 당원이다.